# The Tramp's Gratitude
The Tramp's Gratitude est un film muet américain réalisé par Allan Dwan et sorti en 1912.

## Synopsis
Le vieux Bill Meyer obtient un poste à la Pacific Lumber Company grâce à l'entremise du contremaître de la compagnie. Ce dernier lui trouve également un toit. Le vieillard veut lui prouver sa gratitude. Justement, du bois de sciage vient d'être volé. Une nuit, Meyer découvre le veilleur se glisser vers la réserve de bois…

## Fiche technique
- Réalisation : Allan Dwan
- Date de sortie : États-Unis : 21 mars 1912

## Distribution
- J. Warren Kerrigan : le contremaître
- Pauline Bush : sa femme
- Jack Richardson : le veilleur